# 니카라과숲쥐
니카라과숲쥐(Neotoma chrysomelas)는 비단털쥐과에 속하는 설치류의 일종이다. 온두라스와 니카라과에서 발견된다.

## 분포 및 서식지
해발 1,000m의 온두라스와 니카라과 북서부의 고지대에 분포한다. 암반 노두 지역에서 발견된다. 임신한 암컷 두 마리가 9월과 2월 사이에 포획된 기록이 있다.